# TRAPPIST-1c
TRAPPIST-1c, ook aangeduid als 2MASS J23062928-0502285 c, is een voornamelijk rotsachtige, Venus-achtige exoplaneet die rond de ultrakoele dwerg TRAPPIST-1 draait, ongeveer 40,7lichtjaar van de Aarde in het sterrenbeeld Waterman. Het is de zwaarste en op twee na grootste planeet van het systeem, met ongeveer 116% van de massa en 110% van de straal van de aarde. Zijn dichtheid wijst op een voornamelijk rotsachtige samenstelling met een zeer dikke Venus-achtige atmosfeer, hoewel deze naar verwachting dunner zal zijn dan die van TRAPPIST-1b.

## Kenmerken

### Massa, straal en temperatuur
TRAPPIST-1c werd ontdekt met de overgang-methode, waardoor wetenschappers zijn straal konden berekenen. Met behulp van variaties in de tijd van de overgang en computersimulaties konden de massa, dichtheid en zwaartekracht van de planeet worden bepaald. TRAPPIST-1c is de op twee na grootste planeet van het TRAPPIST-1-systeem, met een straal van 1,095 aardstralen. Het is ook de zwaarste van het systeem, met een massa van 1,156 aardmassa, iets hoger dan die van de op één na zwaarste planeet, TRAPPIST-1g. Ondanks zijn aardmassa en -straal heeft TRAPPIST-1c een lagere dichtheid (4,89 g/cm3) en zwaartekracht (0,966g) dan de aarde. Dit komt overeen met een rotsachtige samenstelling en een dikke, Venus-achtige atmosfeer van waterdamp, vergelijkbaar met TRAPPIST-1b. De atmosfeer van TRAPPIST-1c zal naar verwachting dunner zijn dan die van zijn binnenste broer of zus, maar nog steeds groot genoeg om zijn oppervlaktetemperatuur ver boven de berekende 334,8 K (61,7 °C) evenwichtstemperatuur te doen stijgen.

### Baan
De baan van TRAPPIST-1c is zeer dicht bij zijn ster. Een jaar duurt op deze planeet slechts 2,42 dagen (58 uur), een fractie zo lang als dat van de binnenste planeet van het zonnestelsel, Mercurius. De planeet draait in een baan op een afstand van 0,0158 AE, wat ongeveer 1,6% is van de afstand tussen de aarde en de zon. Op deze korte afstand is TRAPPIST-1c waarschijnlijk opgesloten in een getijdeveld. Maar door de kleine afmetingen van zijn ster ontvangt de planeet slechts ongeveer 2,1 keer zoveel zonlicht als de aarde. De excentriciteit van zijn baan is met 0,00654 erg laag, vergelijkbaar met die van TRAPPIST-1b.

### Ster
TRAPPIST-1c draait om de ultrakoele dwerg TRAPPIST-1. Hij heeft 0,121 zonstralen en 0,089 zonsmassa, met een temperatuur van 2511 K en een leeftijd tussen 3 en 8 miljard jaar. Ter vergelijking: de Zon heeft een temperatuur van 5778 K en is ongeveer 4,5 miljard jaar oud. TRAPPIST-1 is ook erg zwak, met ongeveer 0,0005 maal (0,05%) de lichtkracht van de zon. Hij is te zwak om met het blote oog te kunnen zien, met een schijnbare magnitude van 18,80.

### Atmosfeer
Het gecombineerde transmissie spectrum van TRAPPIST-1 b en c sluit een wolkvrije waterstof-gedomineerde atmosfeer voor elke planeet uit, dus is het onwaarschijnlijk dat ze een uitgebreide gassenmengsel bevatten. Andere atmosferen, van een wolkvrije waterdampatmosfeer tot een Venus-achtige atmosfeer, blijven consistent met het karakterloze spectrum.
In 2018 is de samenstelling van TRAPPIST-1c bepaald, en is gebleken dat deze op rotsen is gebaseerd met een zeer dikke, Venus-achtige atmosfeer. De atmosfeer van TRAPPIST-1c is waarschijnlijk dunner dan die van TRAPPIST-1b.